# Roger Deakins
Sir Roger Deakins, né le 24 mai 1949 à Torquay dans le comté de Devon, est un directeur de la photographie anglais. Il est connu pour ses collaborations avec les frères Coen, ainsi qu'avec Denis Villeneuve et Sam Mendes. Il a reçu plusieurs distinctions pour son travail. Il est diplômé de la National Film School en Angleterre.

## Filmographie en tant que directeur de la photographie

### Années 1980
- 1983 : Les Cœurs captifs (Another Time, Another Place) de Michael Radford
- 1984 : 1984 de Michael Radford
- 1985 : Defence of the Realm de David Drury
- 1985 : Return to Waterloo de Ray Davies
- 1985 : The Innocent (en) de John Mackenzie
- 1986 : Sid et Nancy (Sid and Nancy) d'Alex Cox
- 1987 : Personal Services de Terry Jones
- 1987 : Sur la route de Nairobi (White Mischief) de Michael Radford
- 1988 : L'Île de Pascali (Pascali's Island) de James Dearden
- 1988 : Un lundi trouble (Stormy Monday) de Mike Figgis
- 1989 :  Le Chemin de la liberté (The Long Walk Home) de Richard Pearce

### Années 1990
- 1990 : Aux sources du Nil (Mountains of the Moon) de Bob Rafelson
- 1990 : Air America de Roger Spottiswoode
- 1991 : Homicide de David Mamet
- 1991 : Barton Fink de Joel et Ethan Coen
- 1992 : Cœur de tonnerre (Thunderheart) de Michael Apted
- 1993 : Passion Fish de John Sayles
- 1994 : Le Jardin secret (The Secret Garden) d'Agnieszka Holland
- 1994 : Le Grand Saut (The Hudsucker Proxy) de Joel et Ethan Coen
- 1995 : Les Évadés (The Shawshank Redemption) de Frank Darabont
- 1995 : La Dernière Marche (Dead Man Walking) de Tim Robbins
- 1996 : Fargo de Joel et Ethan Coen
- 1997 : À l'épreuve du feu (Courage Under Fire) d'Edward Zwick
- 1998 : The Big Lebowski de Joel et Ethan Coen
- 1998 : Kundun de Martin Scorsese
- 1998 : Couvre-feu (The Siege) d'Edward Zwick

### Années 2000
- 2000 : Ma mère, moi et ma mère (Anywhere But Here) de Wayne Wang
- 2000 : Hurricane Carter (The Hurricane) de Norman Jewison
- 2000 : O'Brother (O Brother, Where Art Thou?) de Joel et Ethan Coen
- 2000 : Treize Jours (Thirteen Days) de Roger Donaldson
- 2001 : The Barber : l'homme qui n'était pas là (The Man Who Wasn't There) de Joel et Ethan Coen
- 2001 : Dîner entre amis (Dinner with Friends) (TV) de Norman Jewison
- 2002 : Un homme d'exception (A Beautiful Mind) de Ron Howard
- 2003 : Le Salut (Levity) d'Edward Solomon
- 2003 : Intolérable cruauté (Intolerable Cruelty) de Joel et Ethan Coen
- 2003 : House of Sand and Fog de Vadim Perelman
- 2004 : Ladykillers (The Ladykillers) de Joel et Ethan Coen
- 2004 : Le Village (The Village) de M. Night Shyamalan
- 2006 : Jarhead, la fin de l'innocence (Jarhead) de Sam Mendes
- 2007 : L'Assassinat de Jesse James par le lâche Robert Ford (The Assassination of Jesse James by the Coward Robert Ford) d'Andrew Dominik
- 2007 : No Country for Old Men de Joel et Ethan Coen
- 2007 : Dans la vallée d'Elah (In the Valley of Elah) de Paul Haggis
- 2008 : Doute (Doubt) de John Patrick Shanley
- 2008 : Le Liseur (The Reader) de Stephen Daldry
- 2008 : Les Noces rebelles (Revolutionary Road) de Sam Mendes

### Années 2010
- 2010 : Dragons (How To Train Your Dragon) de Dean DeBlois et Chris Sanders
- 2010 : A Serious Man de Joel et Ethan Coen
- 2010 : True Grit de Joel et Ethan Coen
- 2011 : The Company Men de John Wells
- 2011 : Rango de Gore Verbinski
- 2011 : In Time de Andrew Niccol
- 2012 : Skyfall de Sam Mendes
- 2013 : Prisoners de Denis Villeneuve
- 2014 : Invincible (Unbroken) d'Angelina Jolie
- 2015 : Sicario de Denis Villeneuve
- 2016 : Ave, César ! (Hail, Caesar!) de Joel et Ethan Coen
- 2017 : Blade Runner 2049 de Denis Villeneuve
- 2019 : Le Chardonneret (The Goldfinch)  de John Crowley
- 2019 : 1917 de Sam Mendes

### Années 2020
- 2022 : Empire of Light de Sam Mendes

## Filmographie en tant que consultant visuel
- 2008 : WALL-E d'Andrew Stanton
- 2010 : Dragons de Dean DeBlois et Chris Sanders
- 2011 : Rango de Gore Verbinski
- 2011 : Le Chat potté (Puss in Boots) de Chris Miller
- 2012 : Les Cinq Légendes (Rise of the Guardians) de Peter Ramsey
- 2013 : Les Croods (The Croods) de Chris Sanders et Kirk DeMicco
- 2014 : Dragons 2 de Dean DeBlois
- 2019 : Dragons 3 : Le Monde caché (How to Train Your Dragon: The Hidden World) de Dean DeBlois

## Distinctions principales

### Récompenses
- ASC Award 1995 : meilleure photographie pour Les Évadés
- BSFC Award 1997 : meilleure photographie pour Kundun
- BSFC Award 2001 : meilleure photographie pour The Barber : l'homme qui n'était pas là
- BAFTA 2002 : meilleure photographie pour The Barber : l'homme qui n'était pas là
- ASC Award 2002 : meilleure photographie pour The Barber : l'homme qui n'était pas là
- AFI 2002 : meilleur directeur de la photographie de l'année pour The Barber : l'homme qui n'était pas là
- BAFTA 2008 : meilleure photographie pour No Country for Old Men - Non, ce pays n'est pas pour le vieil homme
- BAFTA 2011 : meilleure photographie pour True Grit
- Los Angeles Film Critics Association Awards 2012 : Meilleure photographie pour Skyfall
- Florida Film Critics Circle Awards 2012 : Meilleure photographie pour Skyfall
- Utah Film Critics Association Awards 2012 : Meilleure photographie pour Skyfall
- Houston Film Critics Society Awards 2013 : Meilleure photographie pour Skyfall
- Online Film Critics Society Awards 2013 : Meilleure photographie pour Skyfall
- Oscars 2018 : meilleure photographie pour Blade Runner 2049
- BAFTA 2018 : meilleure photographie pour Blade Runner 2049
- BAFTA 2020 : meilleure photographie pour 1917
- Oscars 2020 : meilleure photographie pour 1917

### Nominations
- Oscars 1995 : meilleure photographie pour Les Évadés
- BAFTA 1997 : Meilleure photographie pour Fargo
- Oscars 1997 : meilleure photographie pour Fargo
- Oscars 1998 : meilleure photographie pour Kundun
- BAFTA 2001 : meilleure photographie pour O'Brother
- Oscars 2001 : meilleure photographie pour O'Brother
- Oscars 2002 : meilleure photographie pour The Barber : l'homme qui n'était pas là
- Oscars 2008 : meilleure photographie pour No Country for Old Men - Non, ce pays n'est pas pour le vieil homme et L'Assassinat de Jesse James par le lâche Robert Ford
- Oscars 2009 : meilleure photographie pour The Reader
- Oscars 2011 : meilleure photographie pour True Grit
- Oscars 2013 : meilleure photographie pour Skyfall
- Oscars 2014 : meilleure photographie pour Prisoners
- Oscars 2015 : meilleure photographie pour Invincible (Unbroken)
- Oscars 2016 : meilleure photographie pour Sicario
- Oscars 2023 : meilleure photographie pour Empire of Light